# 75e méridien ouest
En géographie, le 75e méridien ouest est le méridien joignant les points de la surface de la Terre dont la longitude est égale à 75° ouest.

## Géographie

### Dimensions
Comme tous les autres méridiens, la longueur du 75e méridien correspond à une demi-circonférence terrestre, soit 20 003,932 km. Au niveau de l'équateur, il est distant du méridien de Greenwich de 8 349 km,.
Avec le 105e méridien est, il forme un grand cercle passant par les pôles géographiques terrestres.

### Régions traversées
En commençant par le pôle Nord et descendant vers le sud au pôle Sud, Le 75e méridien ouest passe par:
| Coordonnées          | Pays, territoire ou mer | Notes |
| -------------------- | ----------------------- | --- |
| 90° 00′ N, 75° 00′ O | Océan Arctique          | |
| 83° 03′ N, 75° 00′ O | Canada                  | Nunavut, Île d'Ellesmere |
| 78° 32′ N, 75° 00′ O | Baie de Baffin          | |
| 72° 18′ N, 75° 00′ O | Canada                  | Nunavut — Île de Baffin et Île Foley (en) |
| 68° 22′ N, 75° 00′ O | Bassin de Foxe          | Passe juste à l'est de Île Prince-Charles, Nunavut, Canada (à 68° 08′ N, 75° 00′ O) |
| 65° 22′ N, 75° 00′ O | Canada                  | Nunavut — Péninsule de Foxe, Île de Baffin |
| 64° 25′ N, 75° 00′ O | Détroit d'Hudson        | |
| 62° 16′ N, 75° 00′ O | Canada                  | Québec Ontario — à partir de 45° 36′ N, 75° 00′ O |
| 44° 59′ N, 75° 00′ O | États-Unis              | New York Pennsylvanie — à partir de 41° 31′ N, 75° 00′ O New Jersey — à partir de 41° 04′ N, 75° 00′ O Pennsylvanie — à partir de 40° 25′ N, 75° 00′ O (passe par le Northeast Philadelphia Airport) New Jersey — à partir de 40° 02′ N, 75° 00′ O |
| 39° 11′ N, 75° 00′ O | Baie du Delaware        | |
| 38° 50′ N, 75° 00′ O | Océan Atlantique        | Passe juste à l'est de la Péninsule Delmarva, États-Unis (à 38° 26′ N, 75° 03′ O) Passe juste à l'est de l'Île Conception (en) Bahamas (à 23° 50′ N, 75° 06′ O) Passe juste à l'ouest de l'île Rum Cay, Bahamas (à 23° 40′ N, 74° 57′ O) |
| 23° 07′ N, 75° 00′ O | Bahamas                 | Long Island |
| 23° 05′ N, 75° 00′ O | Océan Atlantique        | |
| 20° 42′ N, 75° 00′ O | Cuba                    | |
| 19° 55′ N, 75° 00′ O | Mer des Caraïbes        | Passe juste à l'est de l'Île de la Navasse, États-Unis (à 18° 24′ N, 75° 00′ O) |
| 10° 59′ N, 75° 00′ O | Colombie                | |
| 0° 07′ S, 75° 00′ O  | Pérou                   | Loreto Ucayali — à partir de 7° 59′ S, 75° 00′ O Huánuco — à partir de 8° 48′ S, 75° 00′ O Pasco — à partir de 9° 47′ S, 75° 00′ O Junín — à partir de 10° 45′ S, 75° 00′ O Huancavelica — à partir de 11° 57′ S, 75° 00′ O Ayacucho — à partir de 14° 07′ S, 75° 00′ O Ica — à partir de 14° 38′ S, 75° 00′ O Arequipa — à partir de15° 27′ S, 75° 00′ O |
| 15° 28′ S, 75° 00′ O | Océan Pacifique         | Passe juste à l'ouest de Île Guafo, Chili (à 43° 34′ S, 74° 49′ O) Passe juste à l'est du Parc national Isla Guamblin, Chili (à 44° 51′ S, 75° 01′ O) |
| 45° 52′ S, 75° 00′ O | Chili                   | |
| 46° 45′ S, 75° 00′ O | Océan Pacifique         | Golfe de Penas |
| 47° 42′ S, 75° 00′ O | Chili                   | Plusieurs îles de l'Archipel de Patagonie, including Water Island, Île Prat, Île Little Wellington, Ile Knorr , Île Wellington, Île Angamos, Île Madre de Dios, Île Anafur, Île Doñas, Île Valenzuela , Île Dagigno, Île Agustin, Île Diego de Almagro, Île Jorge Montt, Île Ramirez et Île Contreras                                                     |
| 52° 07′ S, 75° 00′ O | Océan Pacifique         | |
| 60° 00′ S, 75° 00′ O | Océan Austral           | |
| 69° 31′ S, 75° 00′ O | Antarctique             | Liste des territoires revendiqués par le Chili (Province de l'Antarctique chilien) et par le Royaume-Uni (Territoire antarctique britannique) |